# Naval
Naval (Nabal en aragonès) és un municipi d'Espanya, situat en la província d'Osca, i enquadrat a la comarca del Somontano de Barbastre, Comunitat Autònoma d'Aragó. Té una superfície de 47,44 km² amb una població de 270 habitants i una densitat de 5,69 hab/km². Està a una altitud de 610 metres sobre el nivell del mar.
Les primeres referències escrites que es tenen sobre Naval daten de l'any 1084, quan va ser reconquistada pels cristians per primera vegada, fins a la reconquesta definitiva en l'any 1094, per Sanç I d'Aragó i Pamplona. No obstant això, s'han trobant testimonis arqueològics en les Penyes Valdarazas que la remunten a l'edat de bronze.
Naval es troba en el límit de les comarques del Somontano i del Sobrarb. En aquesta primera zona, el Somontano de Barbastre, està sorgint una important activitat vinícola, amb vins de reconegut prestigi a nivell nacional i internacional. Naval disposa de col·legi, consultori mèdic, una fonda, un alberg i dues cases rurals.

## Nuclis associats
- Mipanas.[2]

## Patrimoni històric[calcitació]
Del seu patrimoni històric cal destacar: 
- Església-Col·legiata de Santa Maria.
- Restes del castell.
- Esglésies de Sant Sebastià i San Anton.
- Les Salines i Alfolí de sal, del segle xiii.
- Les Ermites.
- La Terrisseria i els seus tallers.
Naval està situat als peus de la Serra d'Arbe, al costat del barranc de Guibano. El poble s'estén en el vessant d'un turó que en temps va estar coronat per un castell, anomenat de Napal o Nabal, la missió del qual consistia a defensar l'accés a la ciutat musulmana de Barbastre. D'aquell castell en l'actualitat tan sols queden unes poques ruïnes.
Baix el castell s'alça l'església-col·legiata de Santa Maria, d'estil gòtic-renaixentista aragonés. Declarada Monument Històric-Artístic en 1983, es va construir en la segona meitat del segle xvi sobre un temple medieval. En els segles següents va ser reformada amb la incorporació de noves capelles barroques, d'entre les quals destaquen la del Bisbe Alamán i la del Sepulcre.
En el centre de la vila se situa l'Església de Sant Sebastià, del segle xvii. La Capella de Sant Anton, de nau única i volta de canó, es troba en el barri de Cotón. Des de les ermites de la Mare de Déu dels Dolors, coronant la muntanya de Sta. Cruz, i Sta. Quiteria, s'albiren unes magnífiques vistes panoràmiques.
El conjunt de cases és dels millor conservats del Somontano, cridant l'atenció com s'adapten als pendents i els desnivells del turó. El nucli urbà està molt aglomerat, ocupant la falda est d'una potent elevació modelada sobre pivots calcaris cimals de direcció nord-sud. De la plaça parteixen carrerons adaptats a les corbes de nivell, que al temps reben altres menors. La massa edificada, molt compacta, s'amuntega sense deixar espais buits, fet que va causar segurament la inusual altura dels edificis, que en molts casos compten amb quatre plantes i fins i tot cinc.
En la Plaça Major, recentment reconstruïda, de figura irregular i que mira a l'Est, es troben 8 arcades de porxos a l'estil de les places porticades freqüents a Aragó. Sobre ells se situa la Casa Consistorial que conserva entre altres estris, una antiga taula senyorial tallada en fusta, del segle xvii. S'han restaurat en part els paviments empedrats i les cases amb el color crema que recorda la seua activitat ceramista. Els noms dels carrers s'indiquen així mateix amb olles creades en el taller de David Echevarría. Es conserven diversos barris, sent el de Cotón el més antic i més característic de la població, amb passadissos i carrers estrets i pintorescs.
La tradició ceramista, unida a la salinera, defineixen l'essència de Naval. Les seues produccions de sal i olleria van fer de la vila bressol dels arriers que comerciaven amb aquestes mercaderies, convertint-se en els intermediaris entre la muntanya i la terra plana.
Celebra les seues festes majors, en honor de la Mare de Déu dels Dolors, el tercer cap de setmana de setembre, i el 20 de gener les festes menors, en honor de Sant Sebastià i Sant Fabià, amb foguera i el tradicional ball denominat “palotiau”. El tercer cap de setmana de novembre se celebra la fira, que ha guanyat en importància en els últims anys, amb nombroses parades d'artesania i gastronomia de la zona.

## La terrisseria[calcitació]
La producció de ceràmica en Naval es remunta a l'antiguitat, i es deu probablement a l'existència de bones pedreres d'argiles ferruginoses sedimentàries. En el segle xix Naval era un centre important, la seua ceràmica esmaltada amb galena molta era apta per a ser utilitzada al foc i la producció abastia una gran part de la muntanya i del Somontano de Barbastre.
La seua importància la testifica l'existència de 20 terrissers a començament del segle xx, amb els seus mestres i aprenents. Barris sencers es dedicaven a aquesta activitat, com el carrer Obradors, el nom del qual ens dona una idea de la importància de l'activitat que es realitzava en ell. En els anys seixanta la població de la vila descendeix en un 44%, passant de 584 a 387. En aquesta època les terrisseries desapareixen completament.
La tradició s'ha représ en els últims 25 anys, obrint-se dos antics obradors, dels quals queda activa hui dia una sola terrisseria tradicional, la de David Echevarría, encara que dirigida cap al consum turístic i hostaler. També hi ha un ceramista artístic d'origen belga: Alfonso Cuypers.

## Les salines[calcitació]
A més de per l'artesania, Naval és famosa per les seues salines. Les salines de Naval s'han reformat uns anys enrere. S'han obert diverses piscines d'aigua salada per a guarir malalties com psoriasis, artritis, osteoporosis i unes altres atès que conté una densitat de sal superior a la del mar mort.
Existeix una sendera marcada per a acostar-se al salinar de la Rolda, on hi ha un espai amb panells interpretatius on s'explica com vivien els navalesos de l'explotació d'aquest producte. Es poden veure les basses, pous, muntanyes de sal, casetes i eines, que fan possible reproduir les formes de treball de fa mil anys.
La sal extreta la comercialitzen de diverses formes, incloent la venda de sal de la millor qualitat en el mateix complex.
La zona dels banys de sal disposa d'unes 8 piscines de diferents grandàries i profunditats, així com dutxes i zona de vestidors. També hi ha un restaurant que oferix menjar típic de l'alt Aragó.